# Astrid Wallmann

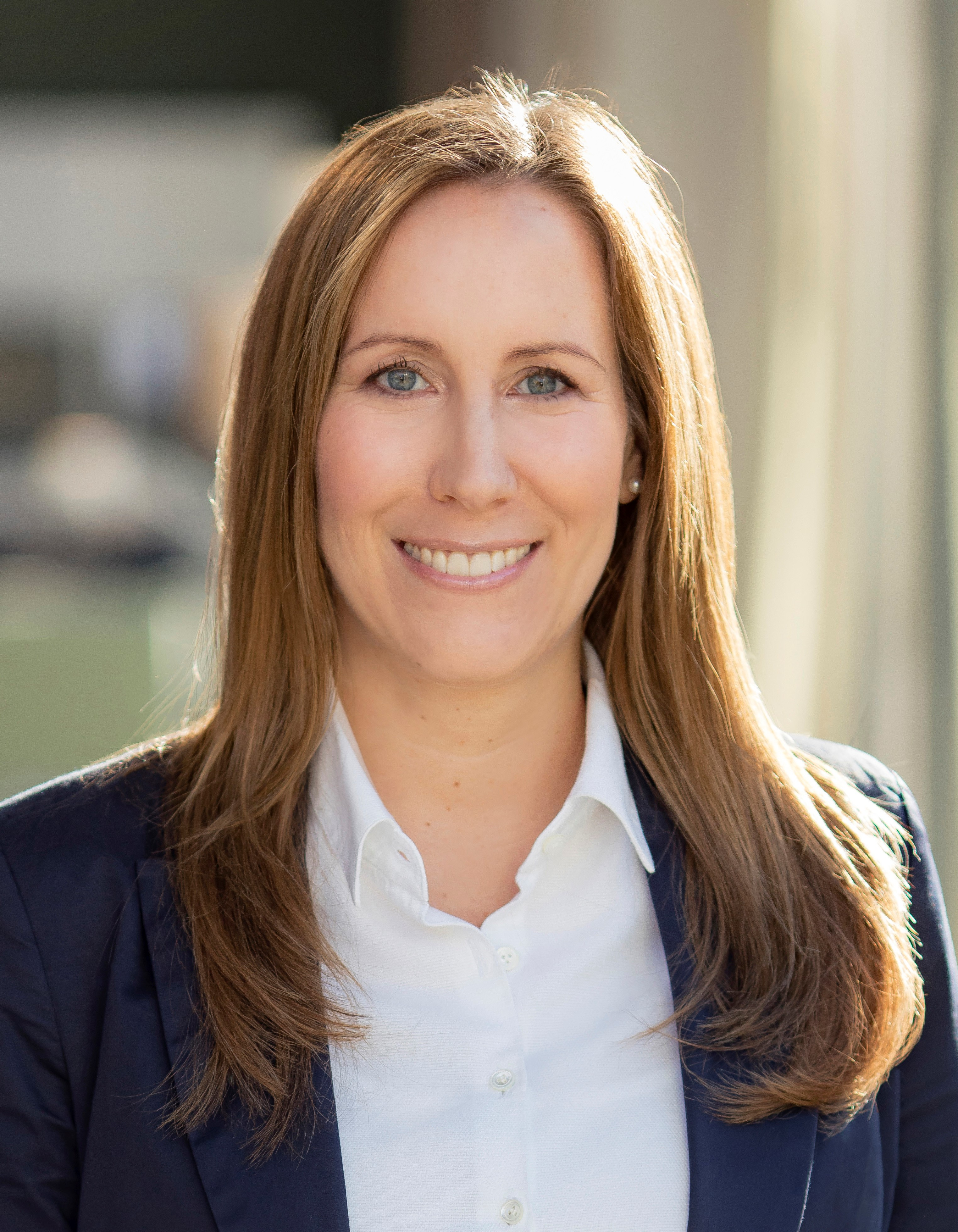
Astrid Wallmann (2019)

Astrid Wallmann (* 15. August 1979 in Landau in der Pfalz) ist eine deutsche Politikerin (CDU). Sie ist seit 2009 Abgeordnete und seit 2022 Präsidentin des Hessischen Landtags.

## Ausbildung und Beruf
Astrid Wallmann machte nach dem Abitur am Gymnasium Nieder-Olm im Juni 1998 zwischen August 1998 und Juni 2000 eine Ausbildung zur Bankkauffrau und arbeitete zwei Jahre in diesem Beruf. Von Oktober 2002 bis September 2005 studierte sie an der Verwaltungsfachhochschule Wiesbaden und machte den Abschluss als Diplom-Verwaltungswirtin (FH).
Anschließend arbeitete sie bis Ende 2005 als Revisionsprüferin im Rechnungsprüfungsamt sowie von Januar 2006 bis Februar 2008 im Sachgebiet Grundsatz und Planung des Amtes für Jugend, Schulen und Sport des Main-Taunus-Kreises. Von März 2008 bis zu ihrer Wahl in den Landtag war sie in der Rechtsabteilung des Hessischen Innenministeriums beschäftigt.

## Politik
Astrid Wallmann ist Mitglied der CDU und war bis 2014 Mitglied der Jungen Union. Von Februar 2006 bis März 2008 war sie stellvertretende Vorsitzende, von März 2008 bis November 2010 Vorsitzende der Jungen Union Wiesbaden. Im Oktober 2010 wurde sie auf dem Deutschlandtag der Jungen Union Deutschland in den Bundesvorstand und im Oktober 2012 zur stellvertretenden Bundesvorsitzenden gewählt, dieses Amt hatte sie bis 2014 inne. Von 2010 bis 2014 war sie Vorsitzende der Bildungskommission der Jungen Union Deutschlands. Ihre Tätigkeit bei der Jungen Union endete im September 2014 mit Erreichen der Altersgrenze. Von 2006 bis 2011 war sie Mitglied des Ortsbeirates Wiesbaden-Bierstadt. Seit der Kommunalwahl im Jahr 2006 war sie bis 2021 Stadtverordnete in der Landeshauptstadt Wiesbaden. Zudem ist sie seit 2014 Mitglied des Präsidiums und des Landesvorstands der CDU Hessen. Seit 2024 ist sie Mitglied im CDU-Bundesvorstand.

### Abgeordnetentätigkeit
Bei der hessischen Landtagswahl 2009 gelang es Wallmann, das Direktmandat im Wahlkreis Wiesbaden I mit 39,4 % zu gewinnen. Der bisherige Inhaber Ernst-Ewald Roth (SPD) kam auf 29,2 %. Bei der Landtagswahl im September 2013 verteidigte sie das Direktmandat mit 39,9 % der Stimmen, bei der Wahl 2018 mit 26,6 % und bei der Wahl 2023 mit 32,3 %.
In der 18. Wahlperiode des Hessischen Landtags (Januar 2009 bis Januar 2014) war sie Mitglied des Petitions- und Haushaltsausschusses, der Enquete-Kommission „Migration und Integration in Hessen“, der Härtefallkommission und des Ältestenrates sowie Schriftführerin im Hessischen Landtag. Im Jahr 2012 schied sie mit Übernahme der Funktion als Obfrau für die CDU-Landtagsfraktion in Petitionsangelegenheiten als Mitglied des kulturpolitischen Ausschusses, dem sie seit 2009 angehörte, aus. Zum Jahresbeginn 2013 wechselte Wallmann in den Haushaltsausschuss und schied gleichzeitig aus dem Rechts- und Integrationsausschuss aus.
In der 19. Wahlperiode (Januar 2014 bis Januar 2019) war Wallmann stellvertretende CDU-Landtagsfraktionsvorsitzende und Schriftführerin des Landtags und damit Mitglied des Ältestenrates. Sie war außerdem Mitglied des Haushalts-, des Innen- und des Petitionsausschusses. Im Petitionsausschuss vertrat sie die CDU-Fraktion als Obfrau.
In der 20. Wahlperiode (Januar 2019 bis Januar 2024) war Wallmann bis 2022 stellvertretende Vorsitzende der CDU-Landtagsfraktion. Außerdem war sie Schriftführerin des Landtags und damit Mitglied im Ältestenrat. Für die CDU-Landtagsfraktion saß sie als Obfrau im Hauptausschuss. Des Weiteren gehörte sie dem Unterausschuss für Finanzcontrolling und Verwaltungssteuerung an.  
Am 31. Mai 2022 wurde Wallmann als Nachfolgerin von Boris Rhein zur Präsidentin des Hessischen Landtags gewählt, nachdem dieser am selben Tag das Amt des hessischen Ministerpräsidenten übernommen hatte. Sie ist die erste Frau in diesem Amt. Zu Beginn der 21. Legislaturperiode, am 18. Januar 2024, wurde Astrid Wallmann erneut zur Präsidentin des Hessischen Landtags gewählt.

## Ehrenämter
Von 2002 bis 2005 war Wallmann Abteilungssprecherin an der Verwaltungshochschule Wiesbaden und von 2005 bis 2008 Jugendschöffin am Amtsgericht Wiesbaden. Von 2015 bis Dezember 2021 setzte sie sich als Schirmherrin für die Arbeit des Landesverbandes Hessen der Deutschen Multiple Sklerose Gesellschaft e. V. (DMSG) ein und gehörte dabei von 2010 bis 2015 dem Vorstand an. Von 2013 bis 2017 war sie Mitglied des Verwaltungsrates des Evangelischen Vereins für Innere Mission in Nassau (EVIM). Bis Juli 2022 saß Wallmann als Mitglied im Aufsichtsrat der Nassauischen Heimstätte Wohnungs- und Entwicklungsgesellschaft, Frankfurt am Main.
Seit 2017 ist sie „Botschafterin“ für den Verein Barrierefrei starten e. V. in Wiesbaden. Zudem war Wallmann von Januar 2021 bis November 2022 Mitglied im Verwaltungsrat des Hessischen Rundfunks. Für den Landesverband Hessen des Volksbundes Deutsche Kriegsgräberfürsorge e. V. ist sie seit August 2022 Schirmherrin. Weiterhin ist sie in der Kinderhilfestiftung Rhein-Main e. V. Mitglied des Kuratoriums. Auch in den Vereinen Weisser Ring e. V. und Tierschutzverein Wiesbaden e. V. ist Wallmann Mitglied.

## Familie
Astrid Wallmann ist die Tochter des ehemaligen Wiesbadener Bürgermeisters Wilhelm Wallmann (* 1941) und Nichte des ehemaligen hessischen Ministerpräsidenten Walter Wallmann (1932–2013), der zuvor von 1986 bis 1987 als Bundesminister für Umwelt, Naturschutz und Reaktorsicherheit sowie von 1977 bis 1986 als Oberbürgermeister von Frankfurt am Main amtierte. Sie hat eine Zwillingsschwester und einen vier Jahre älteren Bruder. Astrid Wallmann ist verheiratet und hat zwei Kinder.